# Græsted Syd
Græsted Syd (duń. Græsted Syd Station) – przystanek kolejowy w miejscowości Græsted, w Regionie Stołecznym, w Danii. 
Znajduje się na Gribskovbanen i jest obsługiwany przez pociągi regionalne Lokaltog.

## Linie kolejowe
- Linia Gribskovbanen